# Elisa Brocard
Pour les articles homonymes, voir Brocard.
Elisa Brocard, née le 27 octobre 1984 à Aoste, est une fondeuse italienne.

## Carrière
Originaire de Gressan et active dans le cirque blanc depuis 2001, elle fait ses débuts en Coupe du monde en décembre 2006 à Cogne. Elle commence à marquer des points (trente premières) à partir de la saison 2008-2009, où elle prend part aussi à ses premiers championnats du monde à Liberec. Elle arrive à enchaîner ce type de performances lors de la saison 2011-2012, que ce soit en sprint ou en distance, achevant l'année au 44e rang mondial. En décembre 2018, elle signe son seul top dix dans la Coupe du monde avec une dixième place au dix kilomètres libre de Davos.
En 2016, elle dispute des courses marathon avec succès, terminant deuxième de la Foulée blanche et de la Dolomitenlauf, ainsi que troisième de l'Ugra Ski Marathon, ce qui le classe deuxième de la Coupe de la Worldloppet.
Elle a pris part aux Jeux olympiques en 2010, où elle est 43e du sprint libre,  2014, où elle se classe 32e du skiathlon, 40e du 10 km classique, 8e du relais et 13e du 30 km libre et 2018, où elle finit 26e du skiathlon, 29e du dix kilomètres libre, 27e du trente kilomètres classique, 15e du sprint par équipes et 9e du relais.
Ses meilleurs résultats aux Championnats du monde, sont dixième du sprint libre et 14e du skiathlon en 2019 à Seefeld et 14e du trente kilomètres en 2017 à Lahti.

## Palmarès

### Jeux olympiques d'hiver
| Épreuve / Édition   | Sprint                           | Sprint                           | 10 km                            | 10 km                            | Poursuite / Skiathlon 2 × 7,5 km | 30 km | Relais | Relais   |
| Épreuve / Édition   | libre                            | classique                        | libre                            | classique                        | Poursuite / Skiathlon 2 × 7,5 km | 30 km | Sprint | 4 × 5 km |
| JO 2010 Vancouver   | Épreuve inexistante à cette date | 43e                              | —                                | Épreuve inexistante à cette date | —                                | —     | —      | —        |
| JO 2014 Sotchi      | —                                | Épreuve inexistante à cette date | Épreuve inexistante à cette date | 40e                              | 32e                              | 13e   | —      | 8e       |
| JO 2018 Pyeongchang | Épreuve inexistante à cette date | —                                | 29e                              | Épreuve inexistante à cette date | 26e                              | 27e   | 15e    | 9e       |

Légende :
- : pas d'épreuve
- — : Non disputée par Brocard

### Championnats du monde
| Épreuve / Édition     | Sprint | Sprint                           | 10 km                            | 10 km     | Poursuite / Skiathlon 2 × 7,5 km | 30 km | Relais | Relais   |
| Épreuve / Édition     | libre  | classique                        | libre                            | classique | Poursuite / Skiathlon 2 × 7,5 km | 30 km | Sprint | 4 × 5 km |
| Mondiaux 2009 Liberec | 32e    | Épreuve inexistante à cette date | Épreuve inexistante à cette date | —         | —                                | —     | —      | —        |
| Mondiaux 2011 Oslo    | 46e    | Épreuve inexistante à cette date | Épreuve inexistante à cette date | —         | —                                | —     | —      | —        |
| Mondiaux 2017 Lahti   | —      | Épreuve inexistante à cette date | Épreuve inexistante à cette date | —         | 30e                              | 15e   | —      | 9e       |
| Mondiaux 2019 Seefeld | 10e    | Épreuve inexistante à cette date | Épreuve inexistante à cette date | —         | 14e                              | 20e   | —      | 7e       |

Légende :
- : pas d'épreuve
- — :  Épreuve non disputée par Brocard

### Coupe du monde
- Meilleur classement général : 38e en 2018.
- Meilleur résultat individuel : 10e.

#### Classements par saison
| Saison    | Classement général final | Classement distance | Classement sprint |
| 2007-2008 | 108e                     |                     | 82e               |
| 2008-2009 | 68e                      |                     | 48e               |
| 2009-2010 | 74e                      | 78e                 | 68e               |
| 2010-2011 | 72e                      | 70e                 | 54e               |
| 2011-2012 | 44e                      | 40e                 | 43e               |
| 2012-2013 | 119e                     | 86e                 |                   |
| 2013-2014 | 89e                      | 60e                 |                   |
| 2016-2017 | 54e                      | 48e                 |                   |
| 2017-2018 | 38e                      | 29e                 | 74e               |
| 2018-2019 | 59e                      | 43e                 | 52e               |
| 2019-2020 | 54e                      | 50e                 | 70e               |
| 2020-2021 | 86e                      | 87e                 | 62e               |

### Championnats du monde de rollerski
- Val di Fiemme 2021 :
  -  Médaille d'argent sur le sprint par équipes.

### Worldloppet Cup
- 2e du classement général en 2016.
- 3 podiums.

### Coupe OPA
- 3e du classement général en 2020.
- 12 podiums, dont 5 victoires.

### Championnats d'Italie
- 3 titres (2 en 2012 et 1 en 2008)[1].